# 효성인황후
효성인황후(孝誠仁皇后, 만주어: ᡥᡳᠶᠣᠣᡧᡠᠩᡤᠠ
ᡠᠨᡝᠩᡤᡳ
ᡤᠣᠰᡳᠨ
ᡥᡡᠸᠠᠩᡥᡝᠣ 히유슝가 우넝기 고신 후왕허오), 순치(順治) 10년 음력 10월 7일 (1653년 11월 26일) ~ 강희(康熙) 13년 음력 5월 3일 (1674년 6월 16일))은 청나라의 제4대 황제인 강희제(康熙帝)의 첫 번째 황후이자 정실부인이며, 만주 정황기(正黃旗) 허서리 할라 출신으로 강희제의 보정대신 색니(索尼)의 손녀이자 갈포라(褐布剌)의 딸이며 숙부는 색액도(索額圖)이다.

## 생애
1653년(순치 10년) 11월 26일 당시 이부상서이자 내무부총관, 영시위내대신인 색니의 집에서 그의 손녀로 태어났다. 1667년(강희 6년) 입궁하여 강희제와 대례를 치르고 그와 혼인하였다. 황후로서 지낸 7년간 효성인황후는 내명부와 후궁을 관장하는 황후로서 성격이 유순하고 현명하였으며 바깥일에 힘쓰는 남편 강희제에게 폐를 끼치지 않고 성실히 그를 보좌하여 강희제와 시조모인 효장태황태후의 총애를 받았다. 1669년(강희 8년) 아들 승단(承端)을 낳았으나 불행히도 1672년(강희 11년) 4살에 죽고 만다. 1674년(강희 13년), 다시 임신하여 자신의 소생 중 둘째를 낳았으나 산후병으로 붕어하니 향년 20세였다. 효성인황후를 매우 사랑하였던 강희제는 그 아들을 황태자로 삼으니 이가 윤잉(胤礽)이다.
할아버지 색니와, 아버지 갈부라, 숙부 색액도 모두 영시위내대신을 지내며 오랫동안 권세를 누리나 색액도는 윤잉을 이용하여 강희제를 시해하고 자신의 세력을 더 늘리려 했다는 이유로 1703년(강희 42년) 사사당한다. 그리고 그녀가 죽기 전 낳은 아들 윤잉은 황태자로서 총명하였으나 외종조부 색액도의 꼬드김과 형제들의 괄시로 점차 탈선하여 결국 황태자에서 폐위당하고 말았다.

## 시호
사후 시호는 인효황후(仁孝皇后)이나, 옹정제 즉위 후에 효성공숙정혜안화여천양성인황후(孝誠恭肅正惠安和儷天襄聖仁皇后)로 재추존하였다. 1735년(옹정 13년)에 숙의(淑懿), 1799년(가경 4년)에 각민(恪敏)이 추가되었다. 최종 시호는 효성공숙정혜안화숙의각민여천양성인황후(孝誠恭肅正惠安和淑懿恪敏儷天襄聖仁皇后)이다.
| 전임 효헌단경황후 | 청나라의 황후 1665년 10월 16일 ~ 1674년 6월 16일 | 후임 효소인황후 |

## 같이 보기
- 입팔분공